# Geraldine McInerney
Geraldine McInerney foi uma jornalista irlandesa da Raidió Teilifís Éireann (RTÉ), a emissora estatal da Irlanda durante o início da década de 1970. Em outubro de 1975, tornou-se a primeira mulher a ler notícias no RTÉ Television.